# Référendum italien de 2011
Le référendum italien de 2011 est un ensemble de quatre propositions abrogatives d'origine populaire soumis au vote les dimanche 12 et lundi 13 juin 2011 en Italie.
50 594 868 italiens, dont 3 236 990 résidant à l'étranger, sont appelés à se prononcer sur quatre questions dont l'abrogation de deux décrets-lois en vigueur relatifs à la privatisation de la distribution de l'eau et à l'obligation d'un prix de l'eau assurant des bénéfices aux entreprises privées se voyant confiées le secteur. La troisième proposition porte quant à elle sur l'annulation des dispositions législatives autorisant l'État à construire de nouvelles centrales nucléaires. Enfin, est proposé la suppression d'articles de la loi dite « d'empêchement légitime » (Legittimo impedimento), permettant au Président du conseil et à ses ministres de ne pas comparaître à la demande d'une cour en se justifiant d'obligations gouvernementales,.
Les bureaux de vote sont ouverts de 6 h à 20 h GMT le dimanche et de 5 h à 13 h GMT le lundi.
Le scrutin voit une large victoire du Oui sur l'ensemble des quatre propositions, accentuée par un appel au boycott de la part de leurs opposants. Pour la première fois depuis 1995, un référendum d'origine populaire italien parvient à franchir le quorum de participation de 50 % nécessaire pour être validé.

## Mise en œuvre
Le scrutin est l'aboutissement de quatre initiative populaire. En accord avec l'article 75 de la Constitution de 1947, des citoyens italiens réunissent les signatures d'un minimum de 500 000 électeurs en 90 jours entre le 1er janvier et le 30 septembre de l'année en cours, afin de déclencher l'organisation de référendums abrogatifs sur des lois existantes

## Les questions

### Questionno1

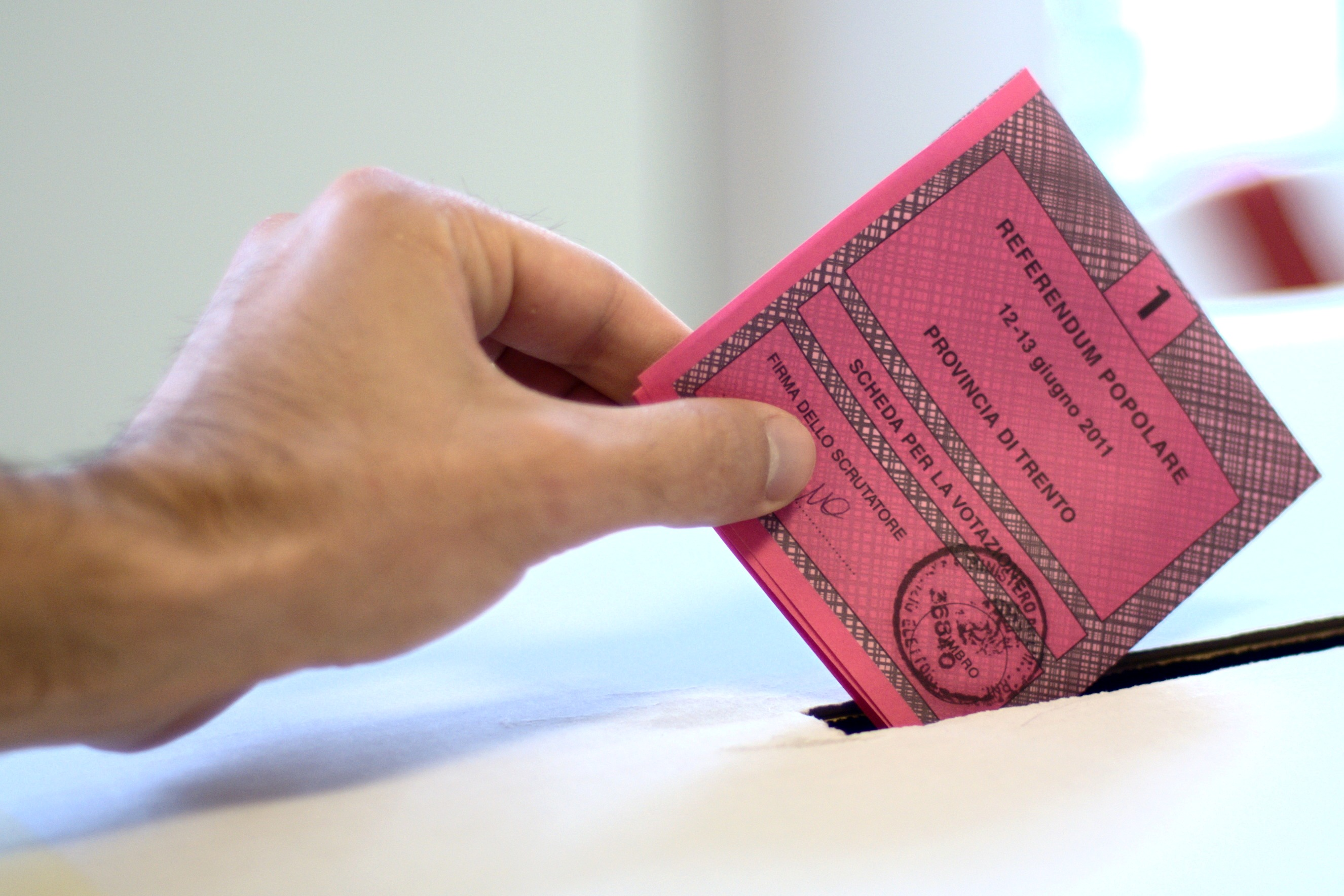
Bulletin rose de la question no 1

Porte sur les modalités de concession et de gestion des services publics locaux d’importance économique dans le domaine de l'eau. Abrogation des règles actuellement en vigueur permettant de confier la gestion des services publics locaux du domaine de l'eau à des opérateurs économiques privés,.

### Questionno2
Porte sur l'abrogation partielle de la loi déterminant la tarification du service des eaux sur la base de la rémunération proportionnée du capital investi,.

### Questionno3
Abrogation partielle de la loi permettant la construction de nouvelles centrales nucléaires sur le territoire national pour la production d’énergie,.

### Questionno4
Abrogation des dispositions de la Loi no 51 du 7 avril 2011, en matière d’empêchement légitime du Président du Conseil des ministres et des ministres à comparaître en audience pénale, à la suite de la sentence no 23/2011 de la Cour constitutionnelle,.

## Position des partis représentés au Parlement
| Parti                          | 1re Question    | 2e Question     | 3e Question     | 4e Question     | Source |
| ------------------------------ | --------------- | --------------- | --------------- | --------------- | ------ |
| Alliance pour l'Italie         | Non             | Non             | Oui             | Oui             | [ 8 ]  |
| Futur et liberté pour l'Italie | Liberté de vote | Liberté de vote | Liberté de vote | Liberté de vote | [ 8 ]  |
| Italie des valeurs             | Oui             | Oui             | Oui             | Oui             | [ 8 ]  |
| Ligue du Nord                  | Liberté de vote | Liberté de vote | Liberté de vote | Liberté de vote | [ 8 ]  |
| Mouvement pour les autonomies  | Oui             | Oui             | Oui             | Oui             | [ 9 ]  |
| Parti démocrate                | Oui             | Oui             | Oui             | Oui             | [ 8 ]  |
| Le Peuple de la liberté        |                 |                 | Liberté de vote |                 | [ 10 ] |
| Radicaux italiens              | Liberté de vote | Liberté de vote | Oui             | Oui             | [ 11 ] |
| Parti populaire sud-tyrolien   | Oui             | Oui             | Oui             | Oui             | [ 12 ] |
| Union de Centre                | Non             | Non             | Liberté de vote | Oui             | [ 13 ] |
| Union valdôtaine               | Oui             | Oui             | Oui             | Liberté de vote | [ 14 ] |

## Déclaration des personnalités politiques
Le président de la République Giorgio Napolitano appelle à la participation au référendum, précisant « je suis un électeur qui a toujours fait son devoir ». Il n'exprime cependant pas d'intention de vote.
Le président du Sénat italien Renato Schifani souligne le caractère sacré de toutes les formes de participation démocratique et annonce qu'il votera à Palerme, sa ville natale.
Le président de la Chambre des députés italienne Gianfranco Fini déclare « Honte à qui ne va pas voter au référendum, il s’agit d’une forme de participation citoyenne ».
Le président du Conseil Silvio Berlusconi déclare quant à lui ne pas avoir l'intention de se rendre aux urnes.

## Conditions
Les référendums abrogatifs d'origine populaires sont légalement contraignants. Ils doivent cependant pour être valides réunir la majorité absolue des suffrages exprimés en faveur de l'abrogation, et franchir le quorum de participation de 50 % des inscrits.

## Résultats

### Questionno1 - Pas de privatisation du secteur de l'eau
| Choix                   | Votes      | %      |  |
| ----------------------- | ---------- | ------ |  |
| Pour                    | 25 935 362 | 95,35  |  |
| Contre                  | 1 265 497  | 4,65   |  |
|                         |            |        |  |
| Votes valides           | 27 200 859 | 98,42  |  |
| Votes blancs ou nuls    | 437 084    | 1,58   |  |
| Total                   | 27 637 943 | 100    |  |
| Abstention              | 22 780 009 | 45,18  |  |
| Inscrits/Participation  | 50 417 952 | 54,82  |  |
| Quorum de participation | ✔ 50 %     | ✔ 50 % |  |

| Votes Pour (95,35 %) |
| ▲                    |
| Majorité absolue     |

### Questionno2 - Pas de bénéfices obligatoires du privé en concession de service public
| Choix                   | Votes      | %      |  |
| ----------------------- | ---------- | ------ |  |
| Pour                    | 26 130 656 | 95,80  |  |
| Contre                  | 1 146 627  | 4,20   |  |
|                         |            |        |  |
| Votes valides           | 27 277 283 | 98,68  |  |
| Votes blancs ou nuls    | 365 174    | 1,32   |  |
| Total                   | 27 642 457 | 100    |  |
| Abstention              | 22 775 495 | 45,17  |  |
| Inscrits/Participation  | 50 417 952 | 54,83  |  |
| Quorum de participation | ✔ 50 %     | ✔ 50 % |  |

| Votes Pour (95,80 %) |
| ▲                    |
| Majorité absolue     |

### Questionno3 - Pas de nouvelles centrales nucléaires
| Choix                   | Votes      | %      |  |
| ----------------------- | ---------- | ------ |  |
| Pour                    | 25 643 645 | 94,05  |  |
| Contre                  | 1 622 096  | 5,95   |  |
|                         |            |        |  |
| Votes valides           | 27 265 741 | 98,70  |  |
| Votes blancs ou nuls    | 359 181    | 1,30   |  |
| Total                   | 27 524 922 | 100    |  |
| Abstention              | 22 893 030 | 45,21  |  |
| Inscrits/Participation  | 50 417 952 | 54,79  |  |
| Quorum de participation | ✔ 50 %     | ✔ 50 % |  |

| Votes Pour (94,05 %) |
| ▲                    |
| Majorité absolue     |

### Questionno4 - Pas d' "empêchement légitime"
| Choix                   | Votes      | %      |  |
| ----------------------- | ---------- | ------ |  |
| Pour                    | 25 733 893 | 94,62  |  |
| Contre                  | 1 463 231  | 5,38   |  |
|                         |            |        |  |
| Votes valides           | 27 197 124 | 98,47  |  |
| Votes blancs ou nuls    | 423 191    | 1,53   |  |
| Total                   | 27 620 315 | 100    |  |
| Abstention              | 22 797 637 | 45,22  |  |
| Inscrits/Participation  | 50 417 952 | 54,78  |  |
| Quorum de participation | ✔ 50 %     | ✔ 50 % |  |

| Votes Pour (94,62 %) |
| ▲                    |
| Majorité absolue     |